# Золотые монеты Алексея Михайловича
Золотые монеты Алексея Михайловича — монеты, которые были отчеканены из золота в Русском царстве во время правления Алексея Михайловича.

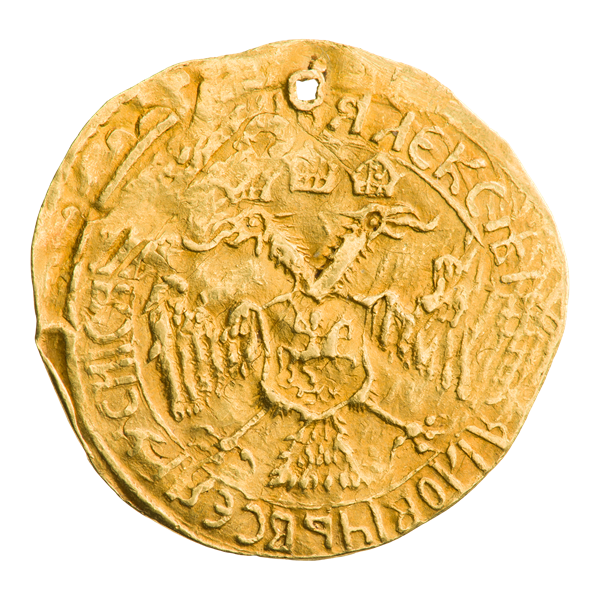
Угорский Алексея Михайловича (аверс)

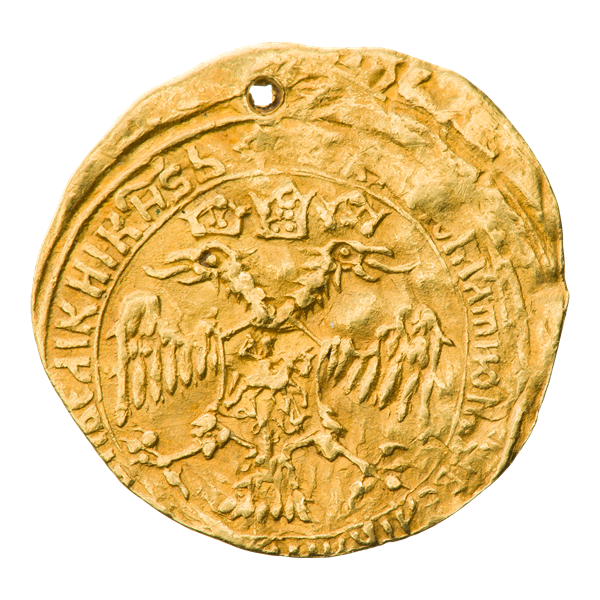
Угорский Алексея Михайловича (реверс)

В XVII веке в Русском царстве золотые монеты были представлены главным образом наградными монетами. Номинал вручаемых наградных монет зависел от статуса награждаемых и менялся от 10 червонцев до золотой денги.
Именно на золотых монетах Алексея Михайловича впервые встречается запись года выпуска цифрами, с отсчётом от Рождества Христова («цифирью»). Это были монеты 1654 года в 1/4 угорского для награждения казаков армии Богдана Хмельницкого. В том же году началась денежная реформа, во время которой на ефимках также использовали запись «цифирью».
Техника чеканки наградных монет была различной. Крупные монеты обычно изготавливались из специально изготовленных кружков нужного веса. Монеты в 1, 3/4, 2/3 угорского часто перечеканивались из европейских золотых монет. Монеты в 1/2 угорского и менее, вплоть до денги, чеканились из фрагментов проволоки. Для монет Алексея Михайловича в 1/2 и 1/4 угорского при этом использовался круглый штемпель, близкий к штемпелю угорского — с орлом, но без щита на груди. Для мелких наградных монет использовали те же штемпели, что и для обычных монет, имевших денежное хождение.
Известно также об использовании золотых монет для церемонии осыпания ими государя во время венчания на царство. Для этого выпускались специальные монеты. Во время церемонии 1645 года Алексея Михайловича трижды осыпали золотыми монетами, при выходе из каждого из главных кремлёвских соборов. Для коронации его наследника, Фёдора Алексеевича, новые монеты не чеканили, а использовали монеты с именами его предков Михаила Фёдоровича и Алексея Михайловича.